# Hannah Jane Atkins
Hannah Jane Atkins (1971) es una botánica tropical, biogeógrafa, curadora y exploradora inglesa, que ha trabajado con la flora de Indonesia, y es especialista en la taxonomía de la familia Gesneriaceae, con énfasis en el género Cyrtandra, que en la región posee más de 800 especies.
Ha participado en extensas expediciones botánicas, como la de 1998, esponsoreada por el Real Jardín Botánico de Edimburgo (sigla E).
Desarrolla actividades científicas en el Jardín Botánico de Edimburgo, y sus investigaciones se centra en la isla de Sulawesi, Indonesia, conformando un grupo taxonómico con sus colegas Mary Mendum†, Mark Fleming Newman, R. Hendrian, y A. Sofyan realizando entre otros, estudios biogeográficos sobre las afinidades de la flora de esa isla, en el corazón del sudeste de Asia, crucial para comprender la biogeografía de la región y la evolución de muchos grupos de plantas de Asia tropical.

## Algunas publicaciones
- m. moller, w.h. Chen, y.m. Shui, hannah j. Atkins, d.j. Middleton. 2014. A new genus of Gesneriaceae in China and the transfer of Briggsia species to other genera. Gardens’ Bulletin Singapore 66(2): 195—205

- d.j. Middleton, hannah j. Atkins, luu hong Truong, k. Nishii, m. Moller. 2014. Billolivia, a new genus of Gesneriaceae from Vietnam with five new species. Phytotaxa 161 (4): 241-269

- hannah j. Atkins, g.l.c. Bramley, j.r. Clark. 2013. Current knowledge and future directions in the taxonomy of Cyrtandra (Gesneriaceae), with a new estimate of species number. Selbyana 31 (2): 157–165

- j.r. Clark, hannah j. Atkins, g.l.c. Bramley, d. Jolles, e.h. Roalson, w.l. Wagner. 2013. Towards a phylogenetically-informed taxonomic revision of Cyrtandra (Gesneriaceae) in the Solomon Islands. Selbyana 31 (2): 166-183

- r. Bone, hannah j. Atkins. 2013. Four new species of Cyrtandra (Gesneriaceae) from the Latimojong Mountains, South Sulawesi. Edinburgh Journal of Botany 70(3): 455-468 resumen en línea

- e. Haston, E., Cubey, R., Pullan, M., Atkins, H. & Harris, D.  2012. Developing integrated workflows for the digitisation of herbarium specimens using a modular and scalable approach. ZooKeys 209: Special Issue: 93—102

- La abreviatura «H.J.Atkins» se emplea para indicar a Hannah Jane Atkins como autoridad en la descripción y clasificación científica de los vegetales.[12]
- Portal:Botánica. Contenido relacionado con Botánica.
- Portal:Biología. Contenido relacionado con Taxonomía.